# Wilson Morelo
Wilson David Morelo López (ur. 21 maja 1987 w Monteríi) – kolumbijski piłkarz występujący na pozycji napastnika, obecnie zawodnik meksykańskiej Pachuki.

## Kariera klubowa
Morelo jest wychowankiem drugoligowego klubu Bajo Cauca FC z siedzibą w Caucasii, w którym rozpoczynał swoją karierę piłkarską jako szesnastolatek. W sezonie 2005 zajął z nim drugie miejsce w rozgrywkach Categoría Primera B, a po trzech latach spędzonych w Bajo Cauca został graczem grającego w najwyższej klasie rozgrywkowej zespołu Envigado FC. W Categoría Primera A zadebiutował za kadencji szkoleniowca Hugo Castaño, 16 lipca 2006 w przegranym 1:3 spotkaniu z Atlético Junior, strzelając wówczas swojego premierowego gola w pierwszej lidze. Nie potrafił sobie jednak wywalczyć miejsca w wyjściowym składzie, a ponadto na koniec sezonu 2006 spadł ze swoją ekipą do drugiej ligi, gdzie barwy Envigado przywdziewał jeszcze przez pół roku. Bezpośrednio po tym powrócił do pierwszej ligi, podpisując umowę z drużyną Millonarios FC ze stołecznej Bogoty. Jako głęboki rezerwowy i bez większych sukcesów spędził tam rok.
Latem 2008 Morelo zasilił ekipę América de Cali, gdzie już w pierwszym, jesiennym sezonie Finalización 2008 zdobył swoje pierwsze mistrzostwo Kolumbii, pozostając jednak rezerwowym w taktyce trenera Diego Umañi. Dopiero po tym sukcesie zaczął częściej pojawiać się na ligowych boiskach, lecz przeważnie po wejściach z ławki. Ogółem w Américe grał przez dwa i pół roku, po czym w styczniu 2011 odszedł do Atlético Huila z miasta Neiva, gdzie z kolei spędził rok jako wyróżniający się piłkarz. Bezpośrednio po tym został zawodnikiem klubu Deportes Tolima z siedzibą w Ibagué, w którego barwach przez sześć miesięcy pełnił wyłącznie rolę rezerwowego zawodnika formacji ofensywnej. W lipcu 2012 podpisał umowę ze stołecznym CD La Equidad; tam bez poważniejszych osiągnięć spędził półtora roku, będąc jednak najlepszym strzelcem ekipy.
W styczniu 2014 Morelo przeszedł do meksykańskiego CF Monterrey, w tamtejszej Liga MX debiutując 4 stycznia 2014 w zremisowanej 0:0 konfrontacji z Cruz Azul. Pierwszą bramkę strzelił natomiast 1 marca tego samego roku w przegranym 1:2 meczu z Américą, jednak nie potrafił przebić się do wyjściowego składu i nie spełnił pokładanych w nim nadziei. Wobec tego już po pół roku powrócił do ojczyzny, udając się na wypożyczenie do stołecznego Independiente Santa Fe. Tam już w sezonie Finalización 2014 jako czołowy zawodnik ligi i najskuteczniejszy zawodnik ekipy Gustavo Costasa wywalczył tytuł mistrza Kolumbii, a także dotarł do finału krajowego pucharu – Copa Colombia. Drugie z wymienionych osiągnięć powtórzył również w 2015 roku, kiedy to ponadto zdobył superpuchar Kolumbii – Superliga Colombiana i triumfował z Santa Fe w południowoamerykańskich rozgrywkach Copa Sudamericana, zostając królem strzelców tej edycji turnieju z pięcioma golami na koncie (znalazł się także w oficjalnej najlepszej jedenastce turnieju).
Wiosną 2016 Morelo powrócił do Meksyku, na zasadzie wypożyczenia zasilając ekipę Dorados de Sinaloa z miasta Culiacán. Tam występował przez pół roku, lecz mimo pewnego miejsca w drużynie nie zdołał jej uchronić przed spadkiem do drugiej ligi na koniec rozgrywek 2015/2016. Sam pozostał jednak na najwyższym szczeblu, przenosząc się do zespołu mistrza Meksyku – CF Pachuca.

## Statystyki kariery
| Bajo Cauca      | 2003      | Kolumbia | Primera B | —   | —   | —   | —       | —             | —  | —    | 0≤  | 0≤ |
| Bajo Cauca      | 2004      | Kolumbia | Primera B | —   | —   | —   | —       | —             | —  | —    | 0≤  | 0≤ |
| Bajo Cauca      | 2005      | Kolumbia | Primera B | —   | —   | —   | —       | —             | —  | —    | 0≤  | 0≤ |
| Bajo Cauca      | 2006      | Kolumbia | Primera B | —   | —   | —   | —       | —             | —  | —    | 0≤  | 0≤ |
| Envigado        | 2006      | Kolumbia | Primera A | —   | 1   | —   | —       | —             | —  | —    | 0≤  | 1  |
| Envigado        | 2007      | Kolumbia | Primera B | —   | 0   | —   | —       | —             | —  | —    | 0≤  | 0  |
| Millonarios     | 2007      | Kolumbia | Primera A | —   | 0   | —   | —       | CS            | 1  | 0    | 1≤  | 0  |
| Millonarios     | 2008      | Kolumbia | Primera A | —   | 0   | —   | 0       | —             | —  | —    | 0≤  | 0  |
| América Cali    | 2008      | Kolumbia | Primera A | 10  | 0   | —   | 0       | —             | —  | —    | 10≤ | 0  |
| América Cali    | 2009      | Kolumbia | Primera A | 21  | 5   | —   | 1       | CL            | 2  | 0    | 24≤ | 6  |
| América Cali    | 2010      | Kolumbia | Primera A | 21  | 3   | —   | 1       | —             | —  | —    | 22≤ | 4  |
| Atlético Huila  | 2011      | Kolumbia | Primera A | 32  | 7   | 9   | 1       | —             | —  | —    | 41  | 8  |
| Deportes Tolima | 2012      | Kolumbia | Primera A | 12  | 0   | 8   | 0       | —             | —  | —    | 20  | 0  |
| La Equidad      | 2012      | Kolumbia | Primera A | 15  | 5   | —   | —       | —             | —  | —    | 15  | 5  |
| La Equidad      | 2013      | Kolumbia | Primera A | 31  | 13  | 5   | 1       | CS            | 6  | 0    | 42  | 14 |
| Monterrey       | 2013–2014 | Meksyk   | Liga MX   | 13  | 2   | 6   | 3       | —             | —  | —    | 19  | 5  |
| Santa Fe        | 2014      | Kolumbia | Primera A | 25  | 10  | 10  | 4       | —             | —  | —    | 35  | 14 |
| Santa Fe        | 2015      | Kolumbia | Primera A | 24  | 12  | 10  | 3       | CL + CS       | 22 | 9    | 56  | 24 |
| Dorados         | 2015–2016 | Meksyk   | Liga MX   | 16  | 4   | 3   | 0       | —             | —  | —    | 19  | 4  |
| Pachuca         | 2016–2017 | Meksyk   | Liga MX   | 0   | 0   | 0   | 0       | LMC           | 0  | 0    | 0   | 0  |
| Ogółem          |           |          |           |     |     |     |         |               |    |      |     |    |
| Kolumbia        | Kolumbia  | Kolumbia | 220       | 60  | 44≤ | 11  | CS + CL | 31            | 9  | 295≤ | 80  |    |
| Meksyk          | Meksyk    | Meksyk   | 29        | 6   | 9   | 3   | LMC     | 0             | 0  | 38   | 9   |    |
| Ogółem          | Ogółem    | Ogółem   | Ogółem    | 249 | 66  | 53≤ | 14      | CS + CL + LMC | 31 | 9    | 323 | 89 |

- CS – Copa Sudamericana
- CL – Copa Libertadores
- LMC – Liga Mistrzów CONCACAF